# Platja del Castiel
La petita platja del Castiel és una platja situada en l'occident del Principat d'Astúries (Espanya), en el concejo de Valdés i pertany a la localitat del Chano de Ḷḷuarca. Forma part de la Costa Occidental d'Astúries i està emmarcada en el Paisatge Protegit de la Costa Occidental d'Astúries, presentant catalogació com a Paisatge protegit, ZEPA, LIC.

## Descripció
La platja té forma de petita cala, una longitud d'uns 50 m i una amplària mitjana d'uns 15-20 m. El seu entorn és rural, amb un grau d'urbanització mitjà i una perillositat baixa. L'accés per als vianants és d'uns cinc-cents m de longitud.
La petita cala està protegida per «Punta Muyeres» i per accedir a ella cal baixar unes escales de formigó que parteixen des del flanc oest de la veïna Platja de Salinas o tercera de Ḷḷuarca; una vegada baixades cal descendir encara més per un camí molt relliscós d'uns 50 m i a continuació baixar encara més per una curta i molt perillosa senda totalment tupida de vegetació. Donada la dificultat que comporta l'accés a aquesta platja es comprèn l'escassa o nul·la assistència de persones. Convé ressaltar que, si es desitja accedir a aquesta platja, es vagi proveït d'uns forts pantalons llargs per evitar les burxades dels nombrosos tojos.